# Cephalodella balatonica
Cephalodella balatonica is een raderdiertjessoort uit de familie Notommatidae. De wetenschappelijke naam van deze soort is voor het eerst geldig gepubliceerd in 1996 door Zsuga.